# 329 km (Ukraina)
329 km (ukr. 329 км) – przystanek kolejowy w pobliżu miejscowości Dołhe, w rejonie sarneńskim, w obwodzie rówieńskim, na Ukrainie. Położony jest na linii Sarny – Kowel.